# 한영수 (1939년)
한영수(韓榮洙, 1939년 ~ )는 대한민국의 기업인이다. 포항제철(포스코그룹의 전신)의 상무, 전무이사, 부사장 등을 역임했다. 본관은 청주(淸州).

## 약력
- 포항제철 이사대우
- 1984년 3월 13일 ~ 포항제철 상무
- 1986년 3월 12일 ~ 포항제철 이사
- 1989년 8월 7일 ~ 포항제철 상무
- 1989년 8월 7일 ~ 포항제철 서울사무소장 겸 외자담당
- 1990년 3월 6일 ~ 포항제철 전무이사
- 1991년 3월 14일 ~ 포항제철 부사장
- 1993년 3월 12일 ~ 1993년 7월 10일 포항제철 상임감사
- 포항제철 부사장

## 같이 보기
- 박태준
- 포항제철